# Кудуксай (Актюбинская область)
Кудуксай (каз. Құдықсай) — село в Хромтауском районе Актюбинской области Казахстана. Административный центр Кудуксайского сельского округа. Код КАТО — 156043100.

## Население
В 1999 году население села составляло 1491 человек (746 мужчин и 745 женщин). По данным переписи 2009 года, в селе проживал 391 человек (177 мужчин и 214 женщин).